# Bayview (Carolina del Norte)
Bayview es un lugar designado por el censo ubicado en el condado de Beaufort en el estado estadounidense de Carolina del Norte. La localidad en el año 2010, tenía una población de 346 habitantes.

## Geografía
Bayview se encuentra ubicado en las coordenadas 35°26′35.33″N 76°47′47.78″O / 35.4431472, -76.7966056.